# Rheobates
Rheobates is een geslacht van kikkers uit de familie Aromobatidae (vroeger: pijlgifkikkers). De groep werd voor het eerst wetenschappelijk beschreven door Taran Grant, Darrel Richmond Frost, Janalee P. Caldwell, Ronald Gagliardo, Célio Fernando Baptista Haddad, Philippe J. R. Kok, Bruce Means, Brice Patrick Noonan, Walter E. Schargel en Ward C. Wheeler in 2006.
Er zijn twee soorten, die endemisch zijn in Colombia. De soorten zijn bodembewonend en komen voor in tropische regenwouden en nevelbossen.

## Soorten
Geslacht Rheobates
- Soort Rheobates palmatus (Werner, 1899)
- Soort Rheobates pseudopalmatus (Rivero & Serna, 2000)

Anomaloglossus · Rheobates